# Struisvogelpolitiek

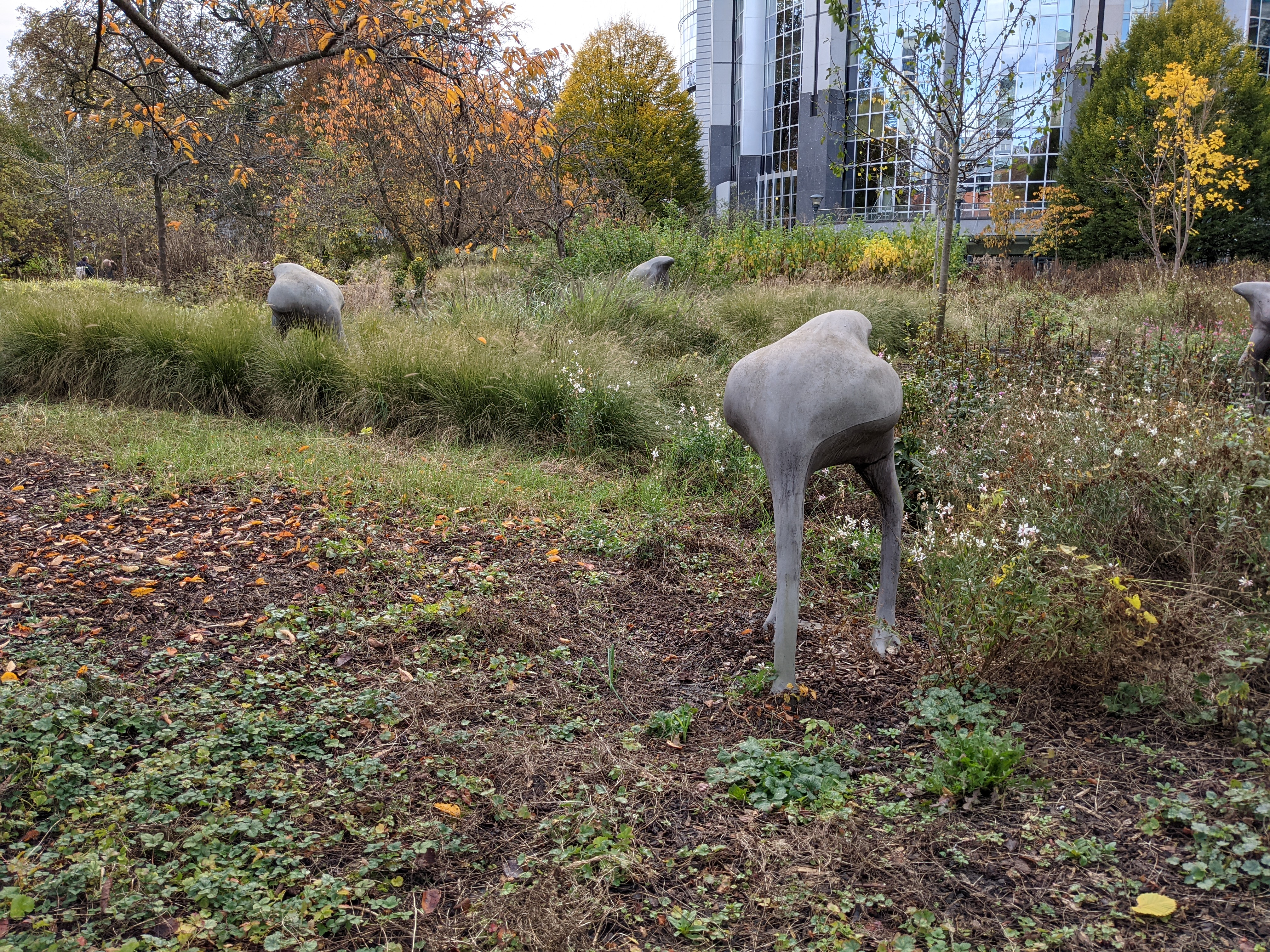
Struisvogelpolitiek aan het Paul-Henri Spaakgebouw

Struisvogelpolitiek is een begrip voor de neiging van een persoon, organisatie  of groep om door te gaan op de ingeslagen weg en (al dan niet bewust) geen aandacht te schenken aan de consequenties van het uitgezette beleid of van bepaald gedrag. Struisvogelpolitiek dankt zijn naam aan de vermeende analogie met het vluchtgedrag van een struisvogel, die volgens het fabeltje de kop in het zand steekt om de vijand niet te zien en in de veronderstelling verkeert dat de vijand dan de struisvogel ook niet kan zien.
Het struisvogeleffect komt ook voor in het gedrag van mensen tijdens een ramp of een andere schokkende gebeurtenis. Een bekend voorbeeld is de ramp met de Titanic. Diverse passagiers van het schip weigerden plaats te nemen in de reddingsboten omdat men dacht dat het schip onzinkbaar was en het verblijf aan boord van de Titanic aangenamer was dan het verblijf in een reddingsboot in een donkere, koude nacht. Dit verschijnsel wordt ook wel het normaliteitsvooroordeel (in het Engels normacy bias) genoemd, waarbij mensen aannemen dat de normale situatie altijd zal blijven voortbestaan.
Psychologisch gezien kan het een gezonder reactie zijn, om bij of na een emotioneel heftige gebeurtenis in figuurlijke zin tijdelijk een muur ter afscherming op te bouwen.